# 빌보드 글로벌 200

《빌보드》 글로벌 200(Billboard Global 200)은 《빌보드》 매거진이 발행하는 주간 음반 차트이다. 이 차트는 전 세계 200개 이상 지역의 디지털 판매 및 온라인 스트리밍을 기반으로 전 세계 최고의 노래 순위를 매긴다. 2019년 중반에 처음 발표되었으며, 2020년 9월에 공식 출시되었다.
2024년 9월 28일자 차트 기준 현재 1위는 레이디 가가와 브루노 마스의 〈Die with a Smile〉이다.